# Eleonorenfalke
Der Eleonorenfalke (Falco eleonorae) ist ein mittelgroßer Vertreter der Falken (Falco) innerhalb der Unterfamilie der Eigentlichen Falken (Falconinae). Die in einer hellen und einer dunklen Morphe vorkommenden Vögel brüten in zum Teil mehrere hundert Brutpaare umfassenden Kolonien vor allem auf griechischen Inseln und Felseilanden sowie verstreut im weiteren Mittelmeerraum und an der marokkanischen Atlantikküste.
Eleonorenfalken haben ihre Fortpflanzung weitgehend mit dem spätsommerlichen Durchzug der paläarktischen Zugvögel synchronisiert, von deren kleineren Vertretern sie sich und ihre Nachkommenschaft während dieser Zeit ausschließlich ernähren. Außerhalb der Brutzeit sind die Hauptbeutetiere größere Insekten, die vor allem im Flug erbeutet werden. Eleonorenfalken sind obligate Fernzieher und überwintern vor allem auf Madagaskar. In Mitteleuropa sind Eleonorenfalken sehr seltene Ausnahmegäste. Eine 2008 abgeschlossene Bestandserfassung in der Ägäis ergab mit etwa 13.000 Brutpaaren eine etwa doppelt so hohe Zahl wie bisher angenommen. Der Weltbestand gilt als ungefährdet.

## Merkmale

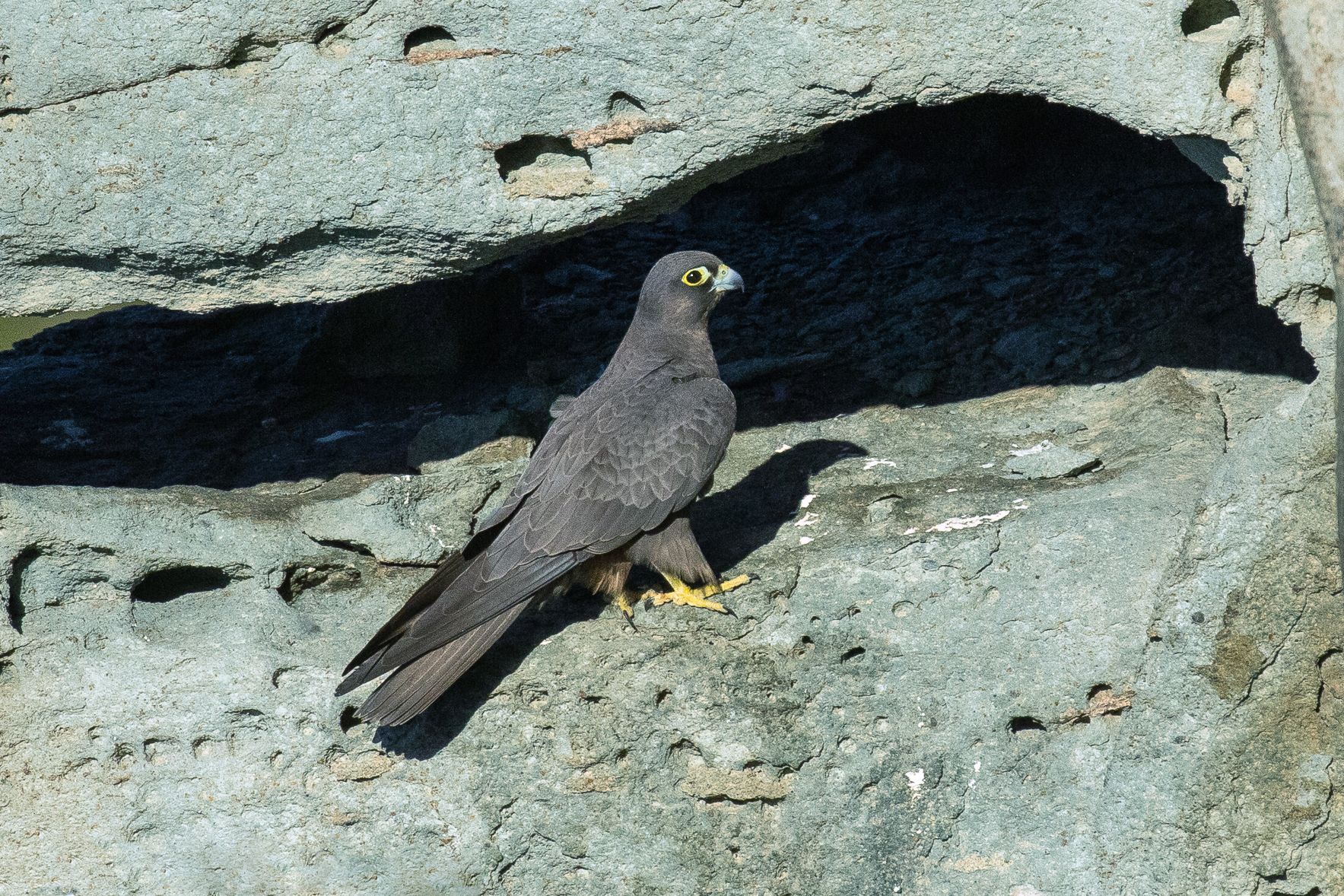
Eleonorenfalke, Adultes Männchen, dunkle Morphe

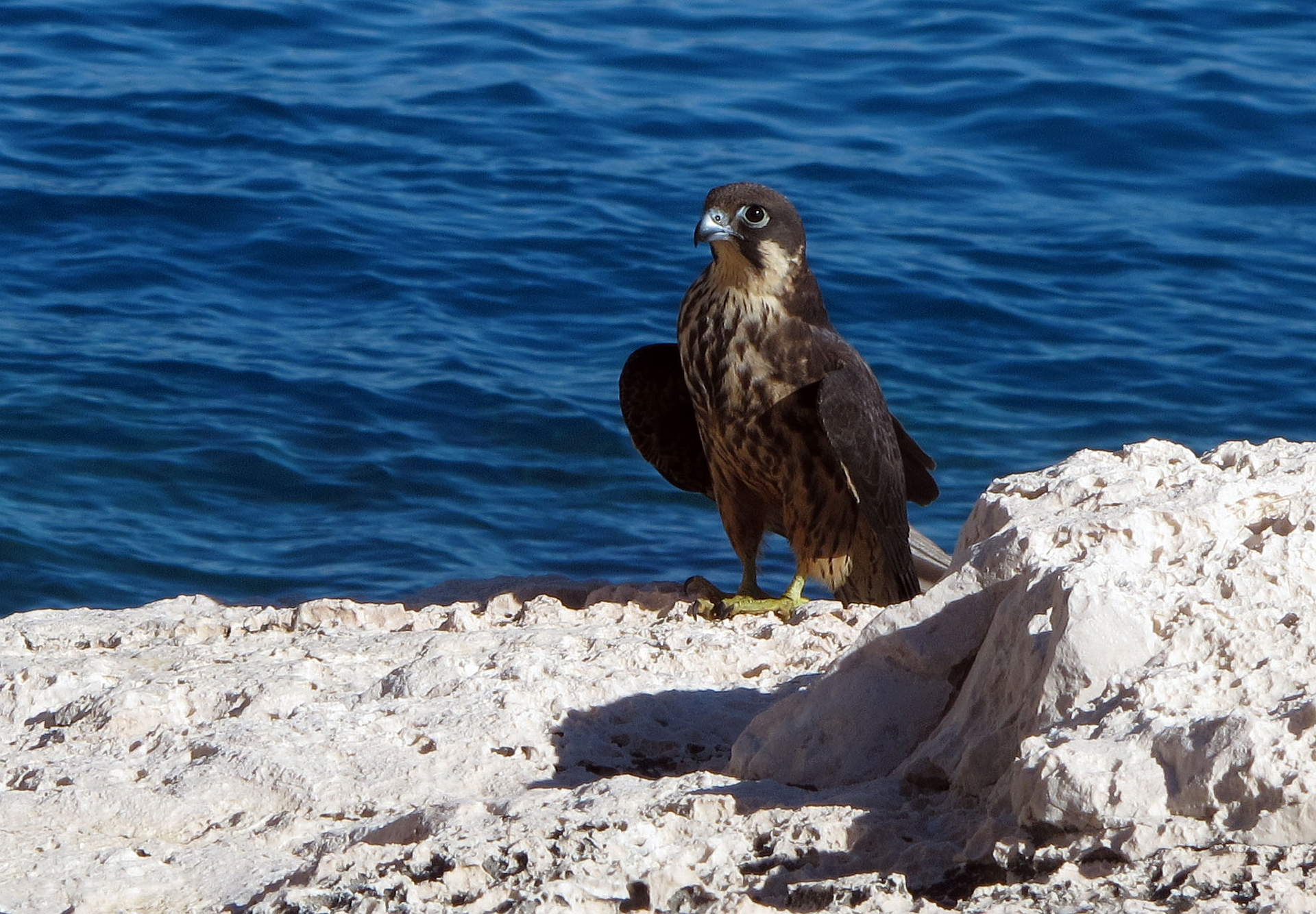
Adulter Eleonorenfalke, weibl., helle Morphe

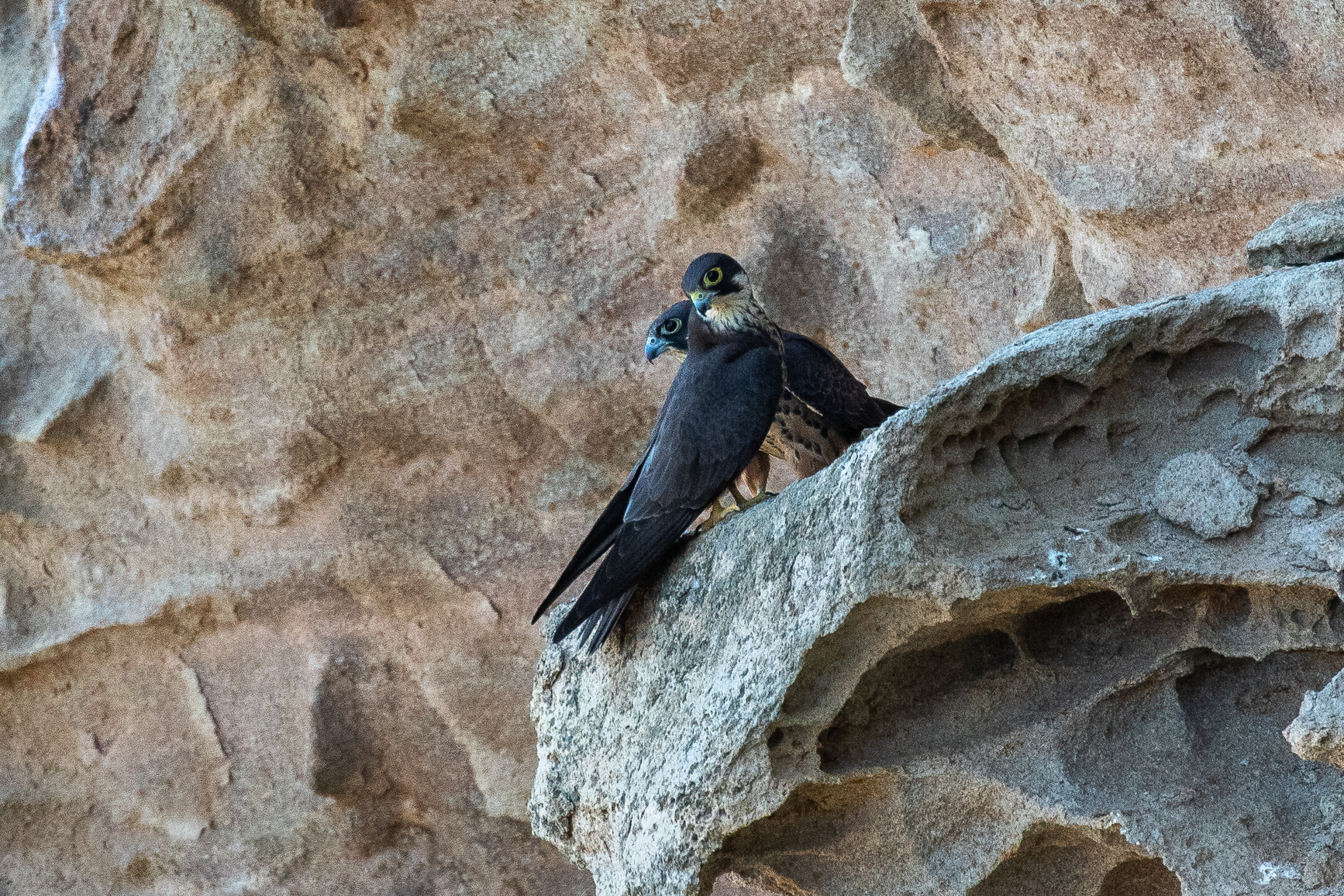
Brutpaar, helle Morphe; im Hintergrund das Weibchen

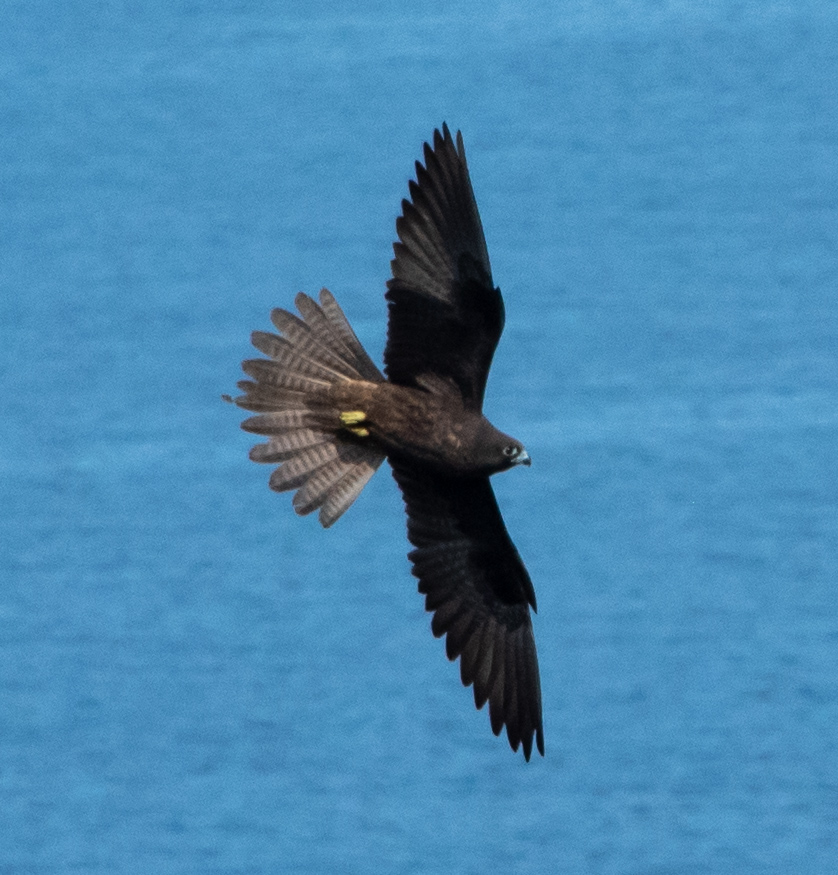
Adulter Eleonorenfalke der dunklen Morphe

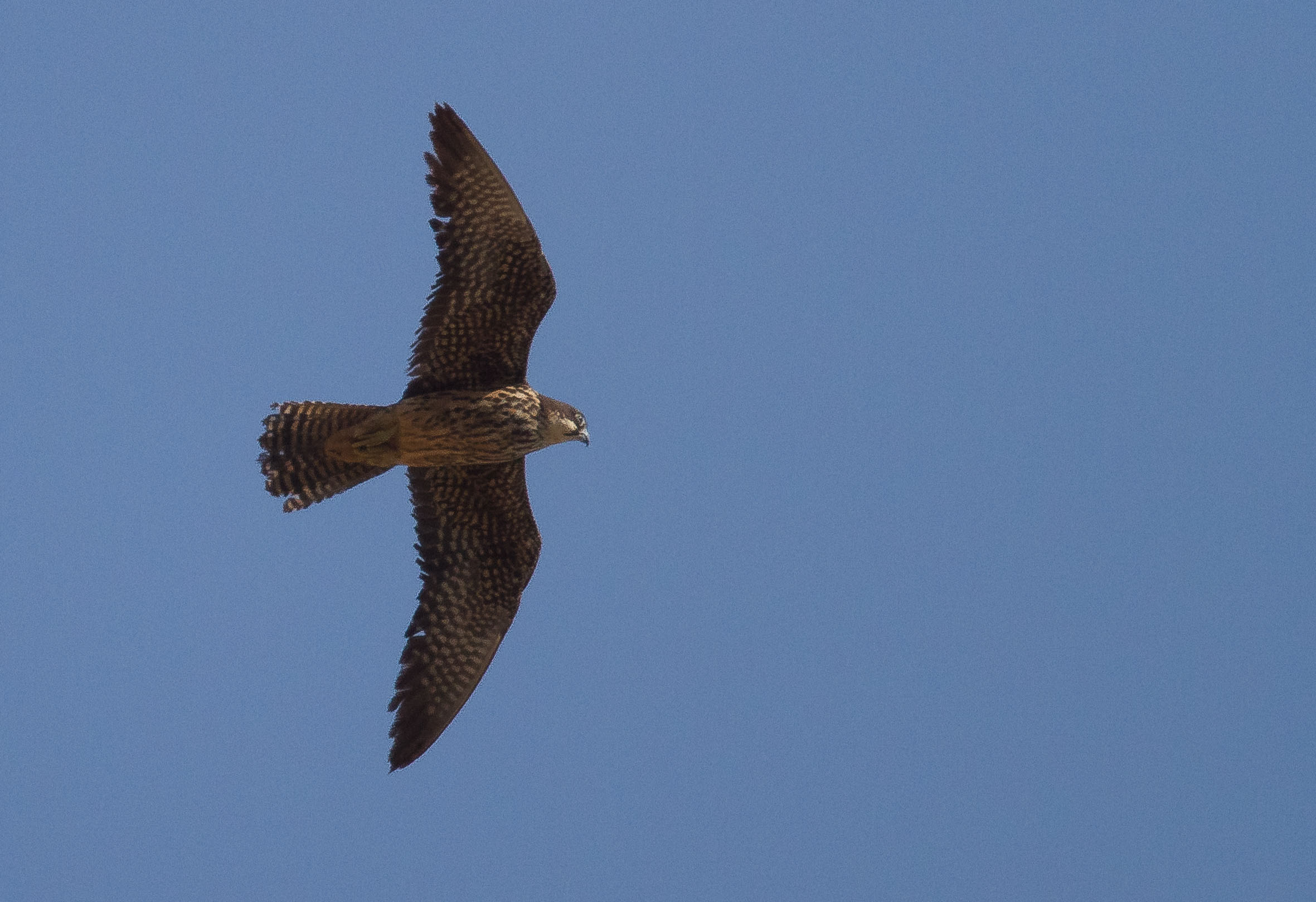
Eleonorenfalke der hellen Morphe im Jugendkleid (Formentor (Mallorca))

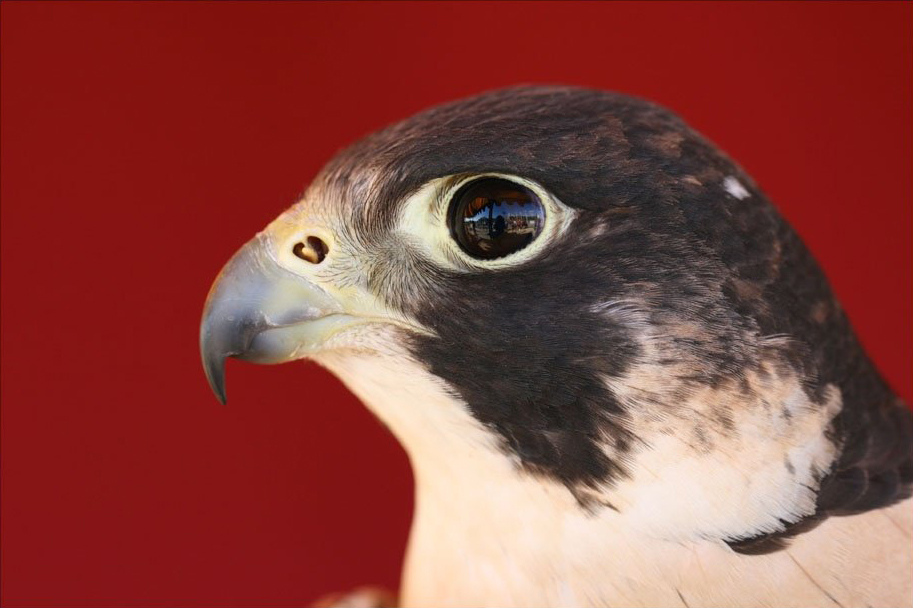
Kopfdetail

Der Eleonorenfalke ist ein langflügeliger, langschwänziger und schlanker Falke, der eine Körpergröße von 36 bis 42 und eine Spannweite von 85 bis 105 Zentimetern erreicht. Er liegt damit in der Größe zwischen Baumfalke und Wanderfalke. Eleonorenfalken kommen in zwei Farbmorphen vor, wobei etwa 70 Prozent der Vögel der hellen Morphe angehören. Genetisch werden drei Morphen unterschieden, doch sind die Vögel mit den Erbanlagen hell/dunkel (28 Prozent) und dunkel/dunkel (2 Prozent) phänotypisch nicht voneinander zu unterscheiden.
Bei der hellen Morphe ist die Oberseite dunkelgrau oder dunkel braungrau. Eine helle, ockerbraune Federrandung ist deutlich erkennbar. Der untere Wangenabschnitt, Kehle und Hals sind weißlich oder cremefarben. Ein markanter, schwarzer Bartstreif verläuft vom Schnabelansatz zur Halsseite. Die Unterseite sowie der Schulterbereich sind auf rötlich braunem Untergrund deutlich speerspitzenartig schwarz gezeichnet, die ebenfalls rötlich braune Unterschenkelbefiederung (Hosen) ist fein schwarz längsgestrichelt. Der lange Schwanz ist auf rötlich braunem Grund mehrfach fein schwarz gebändert, das Subterminalband ist bedeutend breiter als die übrigen. Das runde Ende ist wieder rötlich braun.
Vögel der dunklen Morphe wirken aus der Ferne einheitlich dunkelgrau-schwärzlich. Die Federn der Oberseite sind ebenfalls schwach hell gerandet und die Unterseite und die Hosen weisen einen etwas helleren, bräunlicheren Farbton auf als die Oberseite. Der Schwanz ist meist ebenfalls fast zeichnungslos schwarz, kann aber auch eine ähnliche Zeichnung und Farbgebung aufweisen wie bei Vögeln der hellen Morphe. Individuen der dunklen Morphe weisen weder laterale noch ventrale Kopf- oder Halszeichnungen auf.
Die unbefiederten, nackten Hautstellen um die Augen sind bei Männchen beider Morphen leuchtend orangegelb, bei Weibchen blaugrau; dieselbe Färbung weist die Wachshaut auf. Der Schnabel ist blaugrau, die Läufe und Zehen sind gelb; die Krallen sind schwarz. Auch hierin unterscheiden sich die beiden Morphen nicht.
Jungvögel beider Morphen ähneln stark adulten hellmorphigen Individuen. Ihre Oberseite ist jedoch insgesamt bräunlicher, die Federsäumung ist blasser. Die Oberseite des Schwanzes ist dunkelgrau – rötlichbraun gebändert und schließt mit einem breiten, annähernd schwarzen Subterminalband und rötlichbraunen Federspitzen, während die Unterseite nur undeutlich blass gebändert ist. Die Deckfedern der Unterflügel sind bei der hellen Morphe deutlich schwärzlich gefleckt und gebändert, bei der dunklen Morphe weitgehend ungezeichnet dunkel. Die Unterschwanzdecken sind bei hellmorphigen Individuen ungebändert gelbbraun, bei dunkelmorphigen auf dunklem Grund schwärzlich gebändert.
Die im Flug stark angewinkelten, langen und spitz zulaufenden Flügel wirken auf der Oberseite fast einheitlich grauschwarz; nur aus der Nähe betrachtet ist bei der hellen Morphe die leichte Farbabstufung zwischen den dunkleren Deckfedern und den helleren Schwingen zu erkennen. Bei Vögeln der dunklen Morphe sind diese Farbabstufungen kaum bemerkbar.
Der Geschlechtsdimorphismus in Bezug auf Größe und Gewicht ist deutlich, feldornithologisch jedoch nicht verwertbar. Männchen erreichen etwa 84 Prozent der Größe und des Gewichts der Weibchen; die schwersten Weibchen wogen 460 Gramm, die schwersten Männchen 390 Gramm. Deutlichste Unterscheidungsmerkmale sind die unterschiedlich gefärbten nackten Hautstellen um die Augen sowie die Farbunterschiede der Wachshaut. Insgesamt wirken Männchen im Fluge schmalflügeliger und auf der Oberseite etwas heller als Weibchen.

### Mauser
Die Mauser des Eleonorenfalken ist noch nicht vollständig erforscht. Die Postnuptialmauser ist eine Vollmauser und beginnt während der späten Jungenaufzucht mit dem Wechsel des Kleingefieders; manchmal fällt in dieser Zeit auch schon die vierte Handschwinge. Die Mauser wird, wie bei allen fernziehenden Falken, während des Zuges unterbrochen und im Winterquartier fortgesetzt und ist erst kurz vor Antritt des Heimzuges im März beendet. Bei zwei auf Madagaskar Mitte März beziehungsweise im April gefangenen Eleonorenfalken war die äußerste (zehnte) Handschwinge noch nicht zur Gänze nachgewachsen.

### Stimme
Außerhalb der Brutzeit sind Eleonorenfalken akustisch nicht sehr auffällig, in den Brutkolonien sind sie hingegen recht laut. Häufigster Ruf ist ein gereihtes, scharf und akzentuiert ausgestoßenes Kjä, wobei die Akzentuierung gegen Ende der Rufreihe zunimmt. Aggressions- und Warnruf ist ein kurzes, spitzes und fast gellendes Kikikiki, sehr ähnlich den Rufen des Baumfalken. Gelegentlich sind auch langgezogene, vibrierende, kläglich anmutende Kjäh-Rufe zu hören.

### Ähnliche Arten
In seinem Brutgebiet ist der Eleonorenfalke bei durchschnittlichen Beobachtungsbedingungen eindeutig bestimmbar. Im Überwinterungsgebiet kann die dunkle Morphe des Eleonorenfalken jedoch leicht mit dem etwas kleineren und kurzschwänzigeren Schieferfalken (Falco concolor) verwechselt werden, der die Wintermonate ebenfalls hauptsächlich auf Madagaskar verbringt. Neben der geringeren Größe unterscheidet sich dieser jedoch durch ein helleres Grau in der Oberseite vom Eleonorenfalken. Trotz der wesentlich geringeren Größe des Baumfalken ähnelt dieser im Flug der hellen Morphe des Eleonorenfalken sehr, so dass Verwechslungen nicht auszuschließen sind. Eleonorenfalken zeigen im Vergleich zum Baumfalken neben der langflügeligeren, langschwänzigeren Flugsilhouette einen deutlichen Farbkontrast zwischen Unterflügeldecken und den helleren Schwingenbasen. Auch zum Rotfußfalken (Falco vespertinus) bestehen wesentliche Größenunterschiede zugunsten des Eleonorenfalken, außerdem sind die Füße und Zehen des Eleonorenfalken gelb, nicht rot oder rötlich wie beim Rotfußfalken.

## Verbreitungsgebiet und Lebensraum

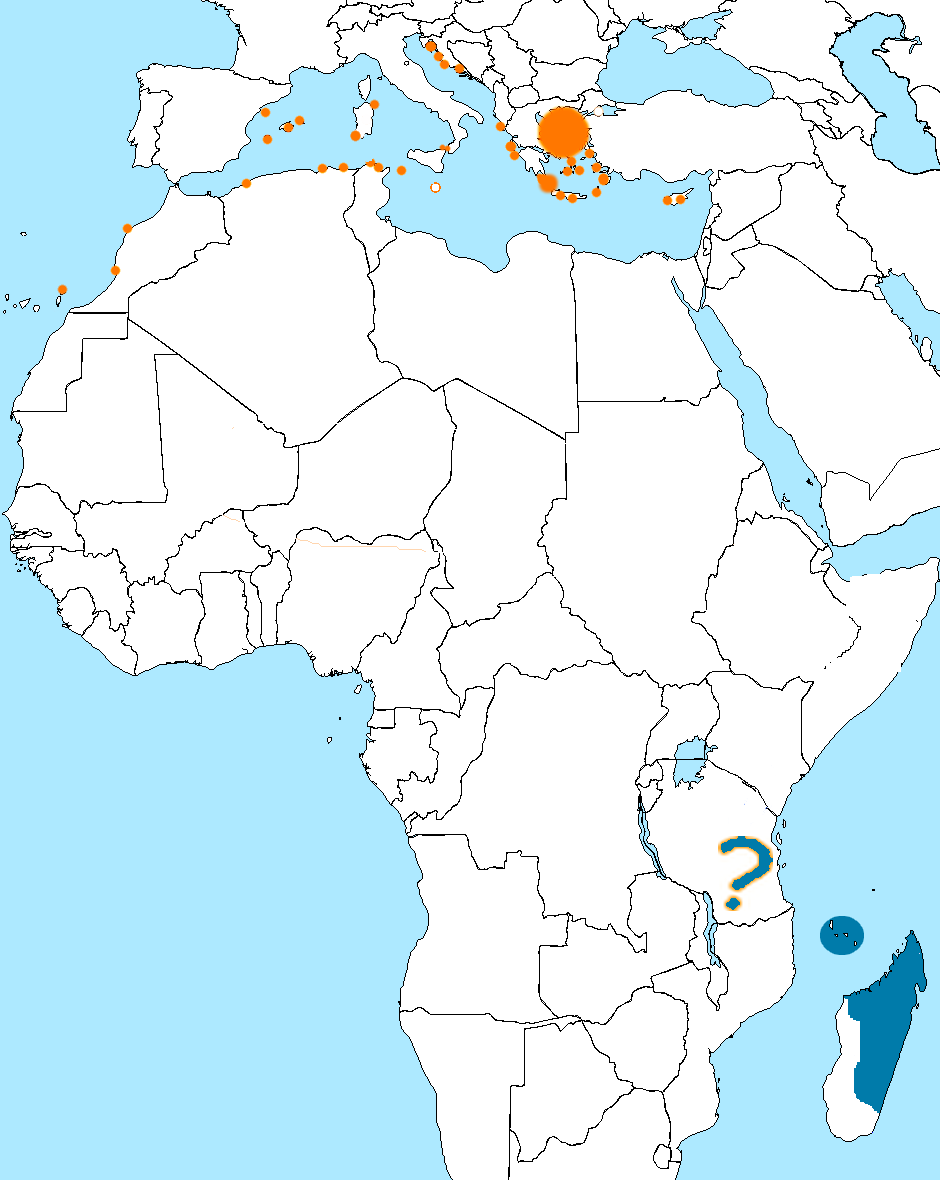
Verbreitungsgebiet des Eleonorenfalken:
Bekannte Brutkolonien
Überwinterungsgebiete

Die Brutkolonien des Eleonorenfalken liegen vor allem im Mittelmeerraum, insbesondere in der Ägäis, wo allein über 80 Prozent, nach neuesten Erkenntnissen wahrscheinlich fast 90 Prozent des Weltbestandes brüten. In wesentlich kleinerem Umfang kommen Eleonorenfalken im westlichen Mittelmeerraum sowie an der Atlantikküste vor.
Neben den Schwerpunktvorkommen in der Ägäis beherbergt Zypern einige Brutkolonien. Ob auf Inseln im Marmarameer, beziehungsweise kleinen, der türkischen Ägäis und Levante vorgelagerten Felseilanden und Inseln Eleonorenfalken brüten, ist unklar. Im Bereich Sardiniens liegen einige Brutkolonien im Nordosten, zum Beispiel im Nationalpark La-Maddalena-Archipel sowie auf Felsklippen im Süden. Im westlichen Mittelmeer brütet die Art auf Mallorca in der Nähe von Sant Elm sowie auf der vorgelagerten Felseninsel Sa Dragonera, auf den Islas Columbretes sowie einigen der afrikanischen Mittelmeerküste vorgelagerten Felseilanden, z. B. auf den tunesischen Galite-Inseln. Ebenso kommt die Art auf Linosa vor, und wahrscheinlich auf Pantelleria und Lampedusa. Kleine Kolonien bestehen auf den Liparischen Inseln sowie auf einigen Eilanden entlang der kroatischen Adria. Unklar sind die Bestandsverhältnisse auf Malta. An der Atlantikküste befinden sich die größten Kolonien auf der Insel vor Mogador, Brutvorkommen bestehen auch auf dem Chinijo-Archipel, einer dem nördlichen Lanzarote vorgelagerten Gruppe von kleinen Inseln und Felseilanden.

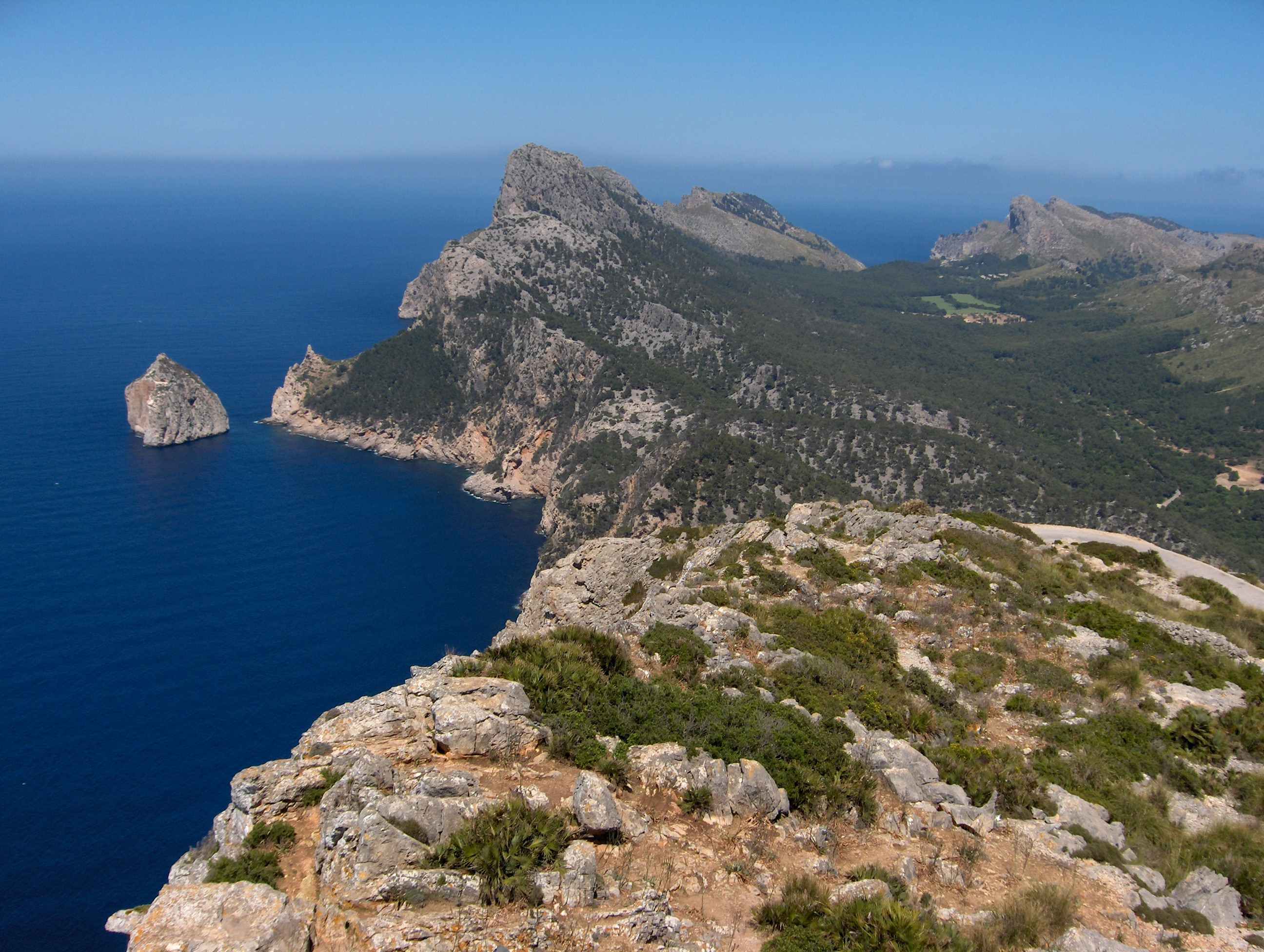
Brutgebiet des Eleonorenfalken am Cap Formentor im äußersten Norden Mallorcas

Die Art beansprucht weder während der Brutzeit noch danach Nahrungsreviere; nur der weitere Nistplatzbereich in einem Umkreis von bis zu maximal 50 Metern wird in der Brutsaison verteidigt. Die Brutplätze liegen an abgeschiedenen Stellen an der Küste, jedoch vor allem auf Inseln und Felsklippen. Während der Brutzeit jagen Eleonorenfalken fast ausschließlich über dem Meer und entfernen sich dabei nur wenige Kilometer vom Brutplatz. Außerhalb der Brutzeit, insbesondere vor der Besetzung der Brutplätze, führt die Art ein nomadisches Leben.
Etwa fünf Monate des Jahres verbringt die Art vornehmlich im Norden und Osten Madagaskars, bevorzugt in der Nähe von Rodungsflächen oder landwirtschaftlich genutzten Arealen. Die Bevorzugung dieses gebirgigen und feuchten, zum Teil noch mit Regenwald bedeckten Lebensraums wird mit dem gegenüber dem trockenen Westen besseren Angebot an Großinsekten in Zusammenhang gebracht.

## Wanderungen

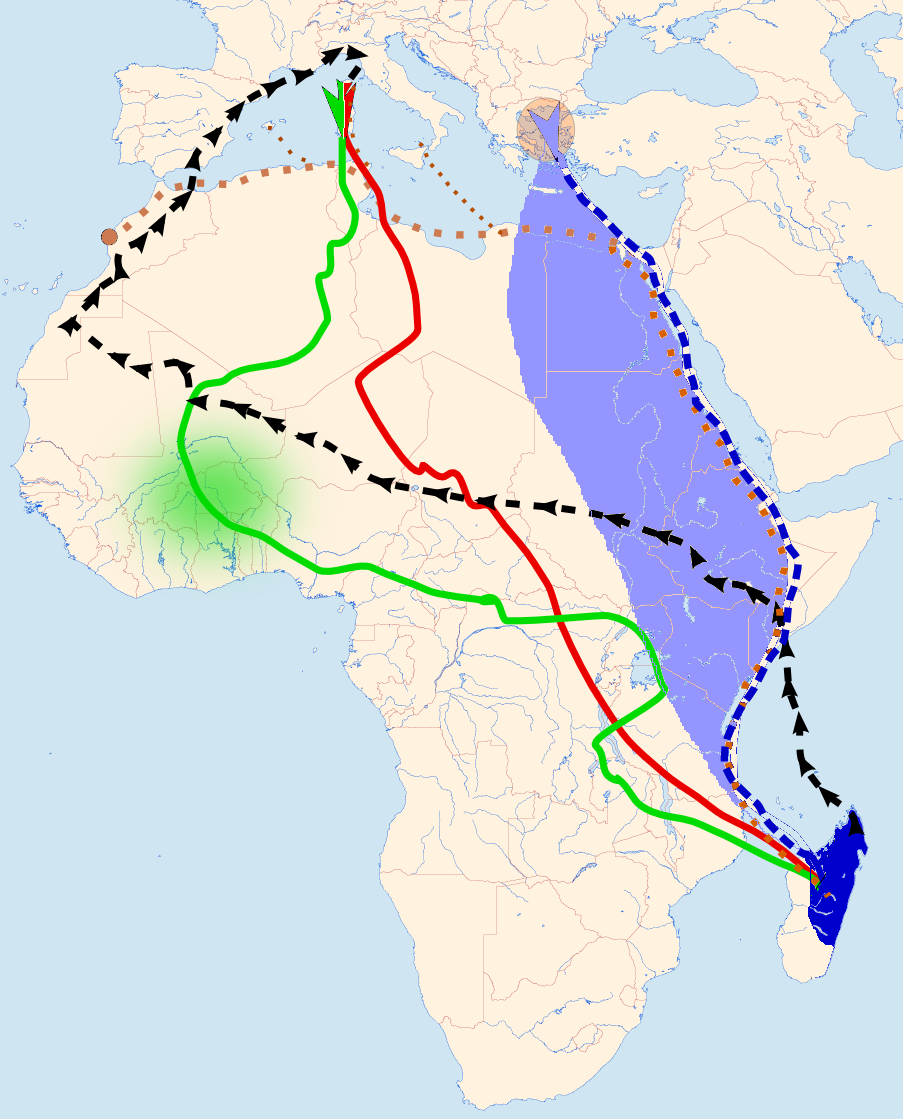
Zugrouten des Eleonorenfalken:
In älterer Literatur vermutete Hauptzugrichtung der Ostbrüter
Wahrscheinlicher Zugkorridor der Ostbrüter
Zugroute telemetrierter adulter Falken aus einer sardischen Kolonie
Zugroute telemetrierter Erstzieher aus sardischen Kolonien (Regionen mit längerer Verweildauer sind flächig markiert)
Heimzug eines adulten Weibchens
Hypothetischer Zugverlauf aller Westbrüter am Beispiel der Kolonie von Mogador. Dieser Zugverlauf wird durch neueste Untersuchungen nicht bestätigt.

Eleonorenfalken sind obligate Fernzieher, deren Überwinterungsgebiete vor allem auf Madagaskar liegen, wo allein mindestens 70 % des Weltbestandes überwintert. Die weiteren Überwinterungsgebiete umfassen die Maskarenen und die Komoren. Ob auf dem durch die Straße von Mosambik von Madagaskar getrennten afrikanischen Festland Eleonorenfalken überwintern, ist unsicher. Gelegentliche Meldungen von Überwinterern in der Südägäis wurden bislang nicht bestätigt. Eleonorenfalken verlassen ab Mitte Oktober ihre Brutgebiete; Jungvögel und Brutvögel ziehen getrennt. Erstzieher sind beim Antritt des Wegzugs etwa 10 Wochen alt; sie legen eine Zugdistanz von über 10.000 Kilometer zurück. Eleonorenfalken sind von Thermik unabhängig und legen deshalb auch weitere Strecken über offenes Meer problemlos zurück.
Für die in der Ägäis und auf Zypern brütenden Eleonorenfalken wurde ein weitgehend südgerichteter Zugverlauf für den Herbstzug angenommen. Nach Überqueren des Mittelmeeres und der Sinai-Halbinsel folgen sie dem westlichen Küstenverlauf des Roten Meeres, überqueren das Horn von Afrika und fliegen dann weiter in südlicher Richtung entlang der Ostküste Afrikas, bis sie die über die Straße von Mosambik den Indischen Ozeans überqueren, um Madagaskar zu erreichen. Diese Meerenge wird an verschiedenen Stellen überflogen. Dieser hypothetische Zugverlauf beruht auf Beobachtungen größerer Zugschwärme von Eleonorenfalken in Somalia und Tansania in den 1950er und späten 1970er Jahren und ist seitdem weitgehend unwidersprochen. Neue Daten telemetrierter Falken aus dem Ägäis-Brutgebiet deuten jedoch eher auf einen breiteren Zugkorridor in Ostafrika hin. Für den Heimzug, der ab Mitte Februar langsam einsetzt, seinen Gipfel Mitte März erreicht und im April abebbt, wird dieselbe Zugroute vermutet.
Die Zugrouten einzelner Eleonorenfalken aus sardischen beziehungsweise balearischen Kolonien konnten in den letzten Jahren telemetrisch erfasst werden. Allerdings ist die Anzahl der besenderten Vögel noch zu klein, um ein abschließendes Urteil abgeben zu können. Die bisher weitgehend unbestrittene Ansicht, dass die in Kolonien des westlichen Mittelmeeres oder an der Atlantikküste brütenden Eleonorenfalken zuerst in Ostrichtung entlang der Südküste des Mittelmeeres ziehen und erst nach Erreichen der Zugstraße der Ägäisbrüter nach Süden einschwenken, wurde durch diese Daten nicht unterstützt. Alle Westbrüter zogen nach Überqueren des Mittelmeeres mehr oder weniger quer durch Afrika, adulte annähernd diagonal, juvenile auf einer zum Teil sehr viel weiter westlich verlaufenden Strecke. Altvögel absolvierten den Zug in etwa drei Wochen, Jungvögel, die längere Zwischenstopps in Westafrika einlegten, brauchten bis zu dreimal so lang. Der Heimzug der im westlichen Mittelmeer brütenden Eleonorenfalken konnte bisher erst anhand von zwei telemetrierten Vögel verfolgt werden. Auch diese Vögel kreuzten den afrikanischen Kontinent und legten recht lange Zwischenstopps ein.
Das Zugverhalten von Eleonorenfalken vor Eintritt der Brutreife ist weitgehend unbekannt. Bisherige Daten lassen darauf schließen, dass viele zwar das Überwinterungsgebiet in Richtung des Heimzuges verlassen, jedoch in unterschiedlichen Regionen südlich der Sahara übersommern.
In den Brutgebieten treffen die Falken frühestens Mitte April ein, streifen jedoch in den Monaten vor Brutbeginn weit, vor allem im Binnenland umher. Nicht selten werden Eleonorenfalken aus Bulgarien und Südfrankreich gemeldet, gelegentlich auch aus Mitteleuropa und vereinzelt, wie 1997 aus Großbritannien, Polen und Schweden.
Die Brutortstreue ist vor allem bei Männchen sehr groß. Weibchen wechseln häufiger die Brutkolonien oder dismigrieren gelegentlich auch in weiter entfernte Gebiete.

## Nahrung und Nahrungserwerb

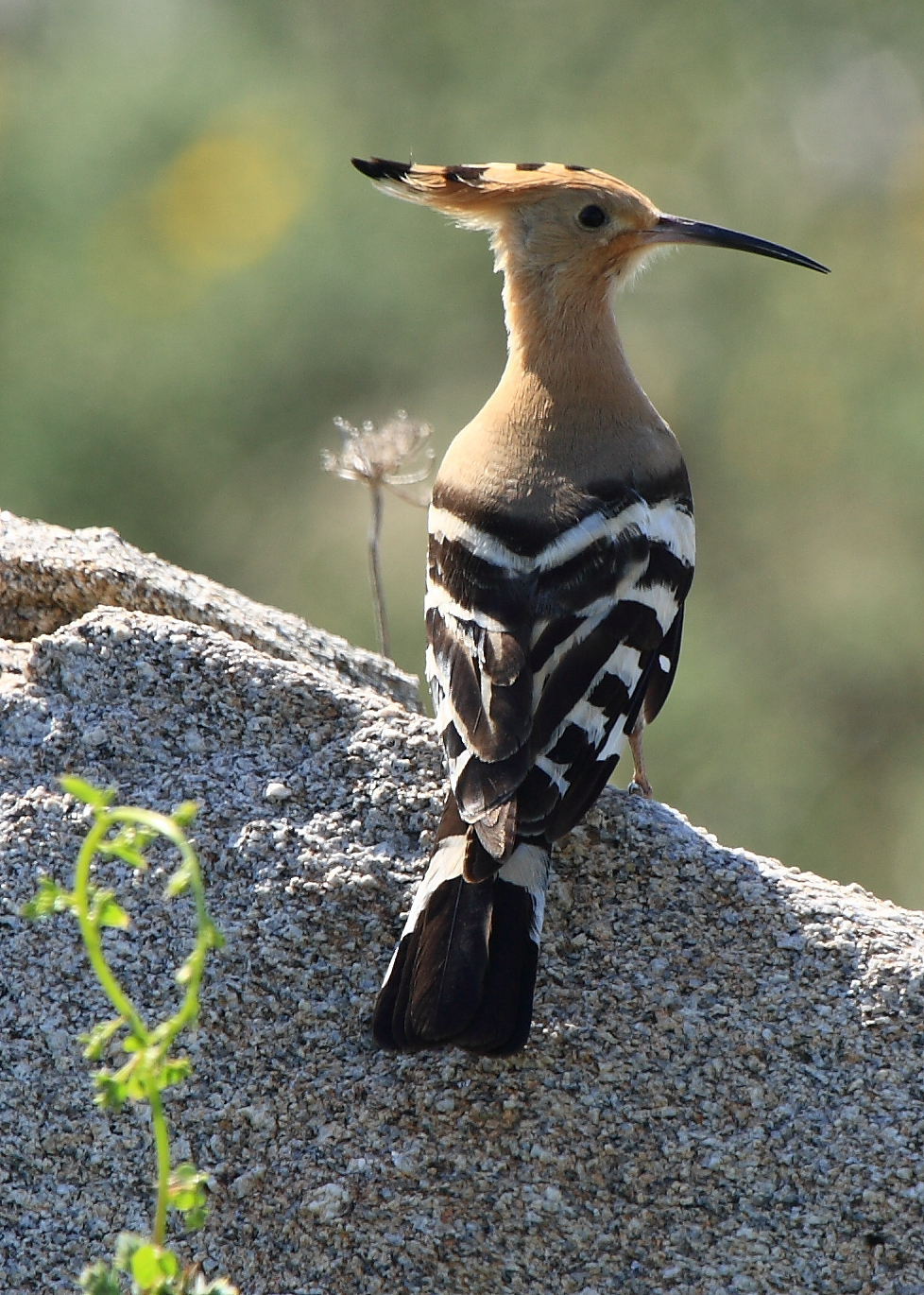
Der Wiedehopf zählt zu den größten Beutetieren des Eleonorenfalken

Während des Spätsommers und Frühherbstes ernähren Eleonorenfalken sich und ihre Brut fast ausschließlich von Vögeln, insbesondere von durchziehenden Singvögeln. Eine umfangreiche Analyse von über 6000 Rupfungen aus einer südägäischen Kolonie stellte den Fitis als häufigstes Beutetier fest, gefolgt von Neuntöter, Grauschnäpper und Braunkehlchen. In den westlichen Kolonien im Mittelmeer können verschiedene Seglerarten, an der Atlantikküste Rotkopfwürger häufige Beutetiere sein. Insgesamt wurden über 100 verschiedene Vogelarten als Beute des Eleonorenfalken festgestellt; zu den größten zählte der Wiedehopf. Ob noch größere und schwerere Vögel wie etwa Tauben oder Hühnervögel regelmäßig von Eleonorenfalken geschlagen werden, bedarf noch einer genaueren Überprüfung.
Außerhalb der Vogelzugzeiten bilden große Fluginsekten die Hauptnahrung des Eleonorenfalken. In der Insektennahrung überwiegen Schmetterlinge, Käfer, Zikaden, Springschrecken, Libellen und schwärmende Ameisen. Gelegentlich werden Fledermäuse, Eidechsen, Skorpione und Tausendfüßer erbeutet. Vögel spielen außerhalb der Brutzeit nur eine untergeordnete Rolle.
Eleonorenfalken sind fast ausschließlich Flugjäger. Nur ein sehr geringer Anteil der Beutetiere wird am Boden gegriffen. Insekten werden in der Luft gefangen und verspeist, Vögel zu einem Ruheplatz getragen und dort gerupft. Eleonorenfalken sind flexible Jäger, die ihre Fangstrategien dem herrschenden Angebot anpassen. Sie können bis in die späte Dämmerung jagen, in hellen Mondnächten auch noch in der Nacht. In der Vogelzugzeit werden schon in der Morgendämmerung Nachtzieher abgefangen, bevor sie zur Tagesrast niedergehen. Oft jagen Eleonorenfalken in kleinen Gruppen. Dabei stehen sie in recht großer Höhe von 1000 Metern und mehr über dem Meer und stoßen beim Anblick durchziehender Vogelschwärme auf diese herab. Sie patrouillieren auch im wassernahen Suchflug über dem Meer, wenn die Wetterbedingungen die Zugvögel zu niedrigerem Fliegen zwingen. Bei großem Nahrungsangebot werden nicht alle geschlagenen Beutetiere verwertet.

## Verhalten
Eleonorenfalken sind tagaktiv; ihre Aktivitätsgipfel liegen am frühen Vormittag und am späteren Nachmittag. Bei starker Frequenz von Zugvögeln in den Dämmerungsstunden passen sie ihre Aktivitätsspanne diesen Gegebenheiten an. Während der Brutzeit leben sie in zum Teil recht individuenstarken Kolonien; auch auf dem Zug sind sie oft mit Artgenossen oder mit anderen Falken, insbesondere Baum- und Schieferfalken vergesellschaftet. Nur vorbrutzeitlich werden häufiger allein umherstreifende Eleonorenfalken beobachtet. Sie beanspruchen weder brutzeitlich noch außerbrutzeitlich Jagdreviere, allein die unmittelbare Umgebung des Brutplatzes und dieser selbst wird mit Drohritualen verteidigt.
Eleonorenfalken baden, wenn sie Gelegenheit dazu haben, häufig und ausgiebig, wobei sie das Gefieder völlig durchnässen und es anschließend in langen Sonnenbädern trocknen lassen.

## Brutbiologie
Weibliche Eleonorenfalken werden im zweiten Lebensjahr geschlechtsreif, die Männchen ein Jahr später. Auch die Mehrzahl der Weibchen schreitet jedoch erst im dritten Lebensjahr zur ersten Brut. Die Paarbindung währt eine Brutsaison, Wiederverpaarungen letztjähriger Brutpartner dürften auf Grund der großen Brutortstreue der Art jedoch häufig sein. Eine überproportionale Häufigkeit gleichmorphiger Brutpartner wurde nicht festgestellt.
Der Eleonorenfalke ist Koloniebrüter, Einzelbruten scheinen nur in Ausnahmefällen vorzukommen. Während einer großangelegten Bestandserhebung der auf griechischem Staatsgebiet brütenden Eleonorenfalken wurden an einem Brutplatz auf Euböa nur zwei Brutpaare festgestellt, wohingegen in sieben Brutkolonien im Umkreis von Kythira im Durchschnitt über 140 Brutpaare brüteten. Die weltweit individuenstärkste Kolonie mit über 1300 Individuen befindet sich auf der bewohnten, etwa 20 Quadratkilometer großen, auf halbem Weg zwischen Kythira und der Nordwestspitze Kretas liegenden Insel Antikythira.

### Balz
Über dem Brutplatz zeigen Eleonorenfalken eindrucksvolle Schauflüge, bei denen das Männchen wiederholt auf das Weibchen herabstößt, dieses leicht berührt und danach wieder aufsteigt; gelegentlich dreht sich das Weibchen während dieses Kontakts auf den Rücken.

### Nistplatz
Die besten Nistplätze sind geräumig, eben und im Idealfall während der heißesten Tagesstunden beschattet; oft liegen die Niststellen in Halbhöhlen. Auffallend ist eine deutliche Bevorzugung von Brutplätzen, die stark windexponiert, in der Ägäis vor allem dem Meltémi ausgesetzt sind. Auch eine leichte Präferenz für eine Ausrichtung nach Osten wurde festgestellt. Häufig wird eine natürliche Mulde ausgenutzt, oder, wenn es der Untergrund erlaubt, eine solche ausgescharrt. Nistmaterial wird wie bei den meisten Falken nicht eingetragen. Häufig befindet sich die Niststelle im vegetationslosen Terrain, doch werden auch bewachsene Felsnischen gewählt, sofern sie freien An- und Abflug ermöglichen. Der Mindestabstand zum nächsten Brutplatz kann mit etwa zwei Metern sehr gering sein, beträgt nach Möglichkeit aber meist 10 Meter und mehr; dieser Bereich wird gegenüber Artgenossen verteidigt. Revierstreitigkeiten wurden jedoch nur selten festgestellt. Erstbrüter müssen oft mit suboptimalen Niststellen vorliebnehmen; insbesondere sehr starke Sonneneinstrahlung kann den Bruterfolg stark negativ beeinflussen. Selten werden Nester von Krähen und Krähenscharben als Nistplatz gewählt.

### Gelege und Brut

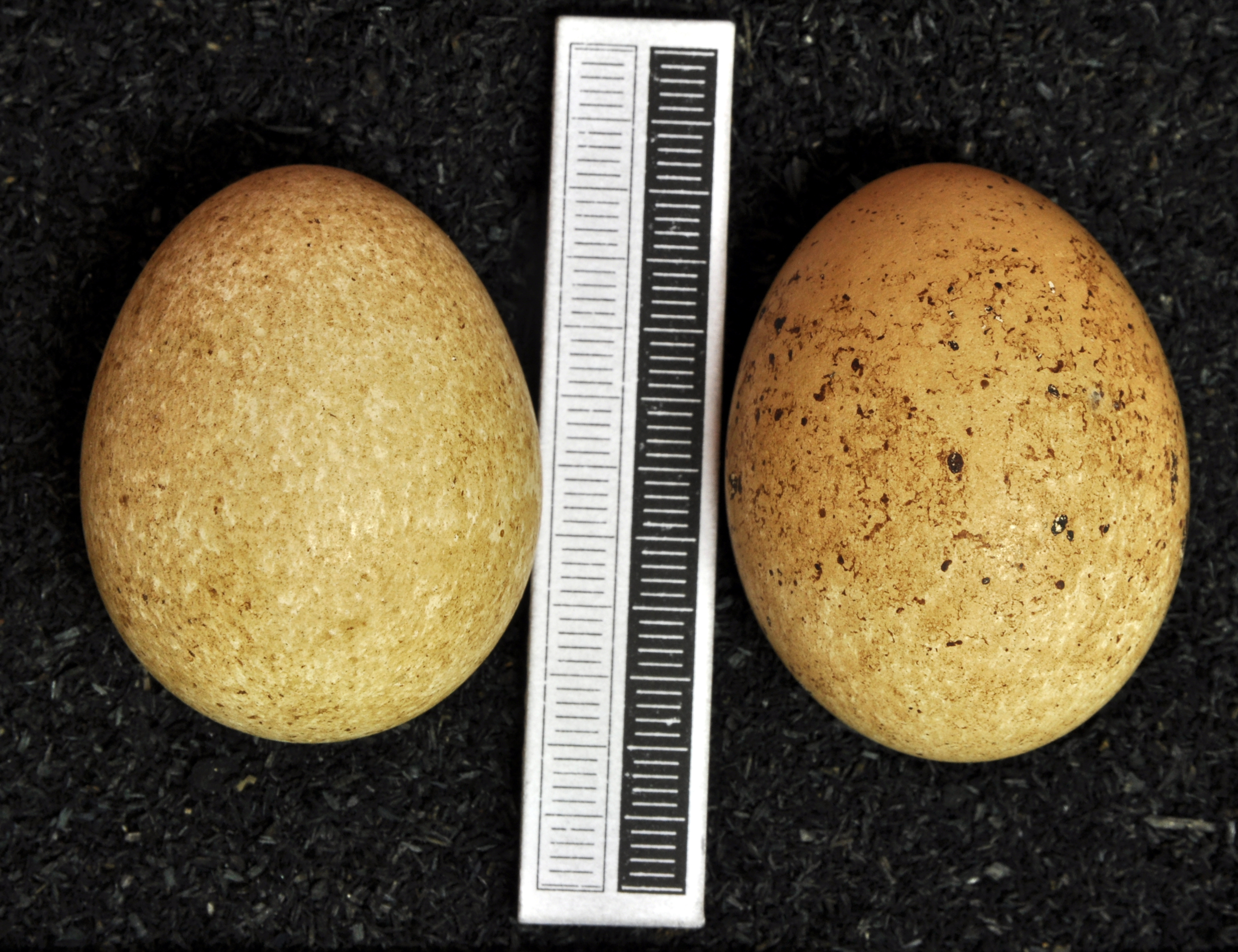
Gelege, Sammlung Museum Wiesbaden

Die Brutphänologie ist dem Herbstdurchzug der Singvögel angepasst. Die Eiablage beginnt erst Mitte Juli und erreicht ihren Gipfel Anfang August. Meist besteht ein Gelege aus zwei bis drei (max. vier) längsovalen, auf hellem Untergrund dicht rötlich braun gefleckten Eiern, die bei einem Gewicht von durchschnittlich 26 Gramm etwa 43 × 34 Millimeter messen. Die Gelegegröße dürfte vom Nahrungsangebot und vom Jagderfolg des Männchens abhängen. Das Gelege wird vor allem vom Weibchen etwa 29 Tage bebrütet; in dieser Zeit und während der ersten Hälfte der zwischen 37 und 43 Tagen dauernden Nestlingszeit versorgt allein das Männchen die Küken und das Weibchen. Erst mit dem steigenden Futterbedarf der heranwachsenden Nestlinge beteiligt sich das Weibchen an der Nahrungsbeschaffung. Die Nestlinge werden ausschließlich mit Vögeln gefüttert. Wie lange ausgeflogene Jungfalken noch von ihren Eltern betreut werden, ist nicht bekannt.
Der bei Koloniebrütern nicht selten auftretende intraspezifische Brutparasitismus wurde in Kolonien des Eleonorenfalken nicht festgestellt, auch Kopulationen von Brutpartnern mit einem anderen Koloniemitglied (extra pair copulation) scheinen nicht vorzukommen. Auf Grund der hohen Brutortstreue des Eleonorenfalken ist ein relativ hoher Prozentsatz der Paare nahe miteinander verwandt, was sich möglicherweise negativ auf den Bruterfolg auswirken kann. Insgesamt schwankt die Reproduktion sowohl regional als auch saisonal beträchtlich und liegt zwischen 1,2 und 2,6 ausgeflogenen Jungvögeln pro Paar. Die Ursachen der Unterschiede zwischen der signifikant hohen Ausfliegerate auf Mogador an der marokkanischen Atlantikküste und der bemerkenswert niedrigen in einigen griechischen Kolonien ist bislang unbekannt.

## Sterblichkeit und Alter
Die Sterblichkeit im ersten Halbjahr ist bedingt durch die Gefährdungen auf dem ersten Zug sehr hoch. Insgesamt dürften weniger als 25 Prozent eines Brutjahrganges die Brutreife erreichen. Danach sinkt die jährliche Mortalität deutlich ab. Als Höchstalter eines beringten Vogels geben Mebs & Schmidt 16 Jahre an; EURING verzeichnet 11 Jahre und 2 Monate bei einem erlegten Vogel.

## Systematik
Trotz der in zum Teil isolierte Kolonien fragmentierten Brutverbreitung werden keine Subspezies unterschieden. Genetische Analysen bestätigten die auch auf Grund morphologischer und verhaltensbiologischer Ähnlichkeiten vermutete nahe Verwandtschaft der Art mit dem Baumfalken und dem Schieferfalken. Mit diesen bildet der Eleonorenfalke die monophyletische Untergattung Hypotriorchis innerhalb der Falconinae. Inwieweit noch andere Falken, wie der Afrikanische Baumfalke (Falco cuvieri) oder der Malaienbaumfalke (Falco serverus) dieser Gruppe zuzuzählen sind, ist Gegenstand der Forschung.

## Bestandssituation
Die IUCN sieht die Bestände des Eleonorenfalken nicht als gefährdet an und schätzt den europäischen Gesamtbestand auf ungefähr 6.000 Brutpaare. Vor allem in Griechenland abnehmende Bestandszahlen stellt Birdlife Europe fest, und stuft die Gesamtsituation als D (declining, abnehmend) ein. Mebs und Schmidt gehen ebenfalls von einem Gesamtbestand von etwa 6.500 Brutpaaren aus. Zum Teil erheblichen Bestandszunahmen in vielen westlichen Kolonien stehen nach dieser Quelle erhebliche Bestandsrückgänge an einigen griechischen Brutplätzen gegenüber. Besonders betroffen von Bestandseinbrüchen seien Brutplätze an der kretischen Ostküste sowie auf den vorgelagerten Eilanden und Klippen. Diese Rückgänge werden vor allem auf Vergiftungen mit Methomyl zurückgeführt, das von den Bauern der Region in Trinkschalen ausgebracht wird, um die Weintraubenkulturen vor Ernteverlusten durch Vögel und Ratten zu schützen. Eleonorenfalken scheinen besonders an heißen, windstillen Tagen, wenn ihr Wasserbedarf besonders groß ist, ebenfalls aus diesen Trinkschalen zu trinken und darin zu baden und verenden.
Alle diese Angaben beruhten auf kleinräumigen Zählungen und darauf basierenden Hochrechnungen. Seit Januar 2008 liegen die Ergebnisse der griechenlandweiten Bestandserfassung vor. Insgesamt wurden während der Brutsaisonen von 2004–2006 fast 18.000 Individuen gezählt; die Verfasser schätzen den Brutbestand auf etwa 13.000 Paare, also auf etwa das Doppelte des bisher angenommenen Weltbestandes. Möglicherweise beherbergt Griechenland somit fast 90 Prozent des Weltbestandes. In sechs Kernzonen wurden nur im ostkretischen Küsten- und Inselgebiet Bestandsrückgänge festgestellt, in allen anderen untersuchten Gebieten zeigten sich zum Teil sehr deutliche Bestandszunahmen. Da frühere Angaben weitgehend auf Schätzungen beruhten, sind Aussagen über die tatsächliche Populationsdynamik unsicher. Bis auf die Inseln des Saronischen Golfes, Euböa und die Ionischen Inseln, wo der Eleonorenfalke nur selten und in geringer Zahl brütet, scheint die Art in der übrigen Ägäis ein regelmäßiger und stellenweise häufiger Brutvogel zu sein. Sichere Aussagen zur Bestandsentwicklung sind aber erst nach dem nächsten Zensus, der in 10 Jahren durchgeführt werden soll, möglich. Eine mit 200 gezählten Brutpaaren auf den Kanaren ebenfalls bedeutend größere Population als bisher angenommen ergab eine spanische Feldstudie.
Gefährdungsursachen sind neben den schon erwähnten Vergiftungen vor allem vielfältige Störungen am Brutplatz, in letzter Zeit auch durch meist illegales Klippenklettern in Brutgebieten und Eiersammeln. Neben den natürlichen Gefahrenquellen, denen Langstreckenzieher ausgesetzt sind, spielen direkte Verfolgung durch Abschuss eine wesentliche bestandsminimierende Rolle. Auch im Winterquartier werden Eleonorenfalken gejagt und leiden weiters unter Lebensraumverlusten und dem Pestizideintrag in der Landwirtschaft.

## Namensherleitung
Der in der Lombardei geborene und hauptsächlich in Turin wirkende Erstbeschreiber Giuseppe Gené benannte die Art nach der sardischen Regentin Eleonora di Arborea, die in der von ihr initiierten Gesetzessammlung Carta de Lógu gegen Ende des 14. Jahrhunderts auch Bestimmungen zum Schutz von Raubvögeln festschrieb.